# Грег Валентайн
Джонатан Ентоні Вісніскі (народився 20 вересня 1951 року) - американський професійний реслер на пенсії, більш відомий як Грег "Молот" Валентайн. Він є сином реслера Джонні Валентайна.
За п'ять десятиліть Грег завоював понад 40 чемпіонських титулів, включаючи Чемпіонство США у важкій вазі NWA, Інтерконтинентальне Чемпіонство WWF у важкій вазі, Командне Чемпіонство Світу NWA та Командне Чемпіонство Світу WWF. Випускник Mid-Atlantic Championship Wrestling, Всесвітньої Федерації Реслінгу та World Championship Wrestling. Він був включений до Зали слави WWE у 2004 році та до Зали слави професійного реслінгу у 2016 році.